# Sigrid Landgraf
Sigrid Landgraf (* 7. Mai 1959 in Hanau) ist eine ehemalige deutsche Hockeyspielerin und Olympiateilnehmerin 1984.
Sigrid Landgraf spielte beim 1. Hanauer THC mit dem sie 1981 und 1984 Deutscher Meister im Feldhockey wurde, 1983 gewann sie den Titel im Hallenhockey. Die Abwehr- und Mittelfeldspielerin beendete ihre Karriere relativ früh, spielte aber später noch unterklassig in Wiesbaden.
Sie debütierte 1980 in der deutschen Hockeynationalmannschaft. Ihren ersten Titel gewann sie beim Gewinn der Halleneuropameisterschaft 1981. Bei der Weltmeisterschaft 1981 in Buenos Aires gelang der deutschen Mannschaft der Finalsieg gegen die niederländischen Weltmeisterinnen von 1978. 1984 gewann sie Bronze bei der ersten Europameisterschaft. Im gleichen Jahr fuhr sie mit der deutschen Mannschaft zu den Olympischen Spielen 1984. Die deutsche Mannschaft gewann Silber hinter der Mannschaft aus den Niederlanden. Insgesamt wirkte Sigrid Landgraf von 1980 bis 1984 in 46 Länderspielen mit, davon 10 in der Halle. Dafür wurde die deutsche Mannschaft vom Bundespräsidenten, und damit auch Sigrid Landgraf, mit dem Silbernen Lorbeerblatt ausgezeichnet.
Sigrid Landgraf heiratete den Handballspieler Peter-Paul Bartels und heißt seither Sigrid Landgraf-Bartels, die beiden haben einen Sohn.